# Norabak
Norabak – wieś w Armenii, w prowincji Gegharkunik. W 2011 roku liczyła 246 mieszkańców.